# Bartolomeo Colleoni (croiseur)
Le Bartolomeo Colleoni était un croiseur léger de classe Alberto da Giussano ayant servi dans la Regia Marina pendant la Seconde Guerre mondiale. Il fut baptisé en l'honneur de Bartolomeo Colleoni, condottiere Italien du XVe siècle.

## Historique
Le Bartolomeo Colleoni sert en Méditerranée jusqu'en novembre 1938 quand il gagne l'Extrême-Orient pour relever le Raimondo Montecuccoli. Arrivé à Shanghai le 23 décembre 1938, il n'y reste que quelques mois et rentre en Europe en octobre 1939, quittant Shanghai le 1er octobre après avoir été relevé par le mouilleur de mines Lepanto avant d'arriver en Italie le 28 octobre 1939.
Il forme alors la 2e Division de croiseurs avec son navire-jumeau, le Giovanni delle Bande Nere et effectue sa première mission le 10 juin 1940, opération consistant à mouiller des mines dans le détroit de Sicile avant la couverture d'un convoi de transports de troupes entre Naples et Tripoli.

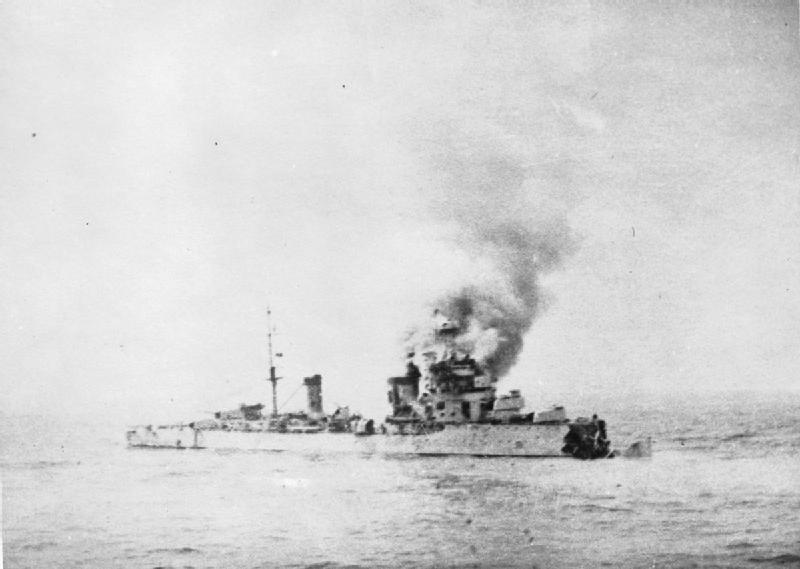
Le Bartolomeo Colleoni touché par une torpille tirée depuis le.

Le 17 juillet 1940, il appareille de Tripoli (Libye) en compagnie de son navire-jumeau, le Giovanni delle bande nere, pour Leros, en mer Egée, afin de contrer l'activité britannique dans le secteur. Dans les premières heures du 19 juillet, la division, repérée la veille par un avion britannique, est interceptée par le croiseur léger australien Sydney et cinq destroyers. Ce sont les destroyers qui donnèrent l'alerte, le Sydney arrivant une heure plus tard à 8 h 26, ouvrant le feu trois minutes plus tard, poussant les Italiens à se replier difficilement et pas assez rapidement pour échapper à un dur châtiment.
Touché au système de propulsion, le Bartolomeo Colleoni est stoppé à 9 h 23, puis achevé par trois torpilles tirées par les destroyers HMS Ilex et HMS Hyperion alors que le Sydney affronte l'autre croiseur italien, touché à deux reprises contre une fois pour le Sydney.
Le Sydney, à court de munitions, se retira, tout comme le Giovanni delle Bande Nere qui se replia sur Benghazi, menacé par le cuirassé Warspite et ses destroyers. 555 survivants du croiseur léger furent récupérés, 121 moururent lors de la bataille. Dans l'après-midi, l'HMS Havock est endommagé par un bombardement aérien italien tandis qu'un hydravion du Warspite s'écrase en mer, son équipage étant capturé. Le convoi AN 2 se replia sur Port-Saïd le temps que les Alliés soient sûrs que le croiseur léger survivant ait bien regagné Benghazi.